# Edifici al carrer Palau, 9 (Lleida)
Edifici al carrer Palau, 9 és una obra de Lleida.

## Descripció
Habitatge entre mitgeres de planta baixa i tres pisos amb façana de maó, balcons de balustrades de fusta tornejada amb portes que no deixen cap finestreta. Ample portal d'entrada que en aquest cas conserva la portalada amb un adovellat de maó.

## Història
Aquesta casa és, potser, l'única mostra conservada de les cases d'aquesta travessera, on, anteriorment, només hi donaven els patis. Són albergs de pagesos del temps de Carles IV i Ferran VII.
Últimament l'han pintada de blanc. Ara només es veu la barana de fusta del remat.